# Sociaal feit
Een sociaal feit (fait social) is volgens Durkheim een waarneembaar sociaal verschijnsel. Het is extern aan het individu, maar heeft daarover wel een zeker dwingend karakter. Sociale feiten mogen dan ook alleen vanuit andere sociale feiten worden verklaard en niet vanuit het individu. Het geheel van sociale feiten kenmerkt de collectiviteit, de maatschappij.
Durkheim beschouwde de samenleving als een werkelijkheid waarvan de feiten bestudeerd kunnen worden en waarin men niet terugvalt op interpretaties zoals het verstehen in de hermeneutiek. Hiermee volgde Durkheim de positivistische lijn van Comte, de opvatting dat alleen empirische wetenschap geldige kennis oplevert. Door de sociologie te beschouwen als de wetenschap die sociale feiten bestudeert, kon deze onderscheiden worden van andere wetenschappelijke disciplines.  
Omdat sociale feiten dwang uitoefenen op individuen, omschrijft Durkheim sociale feiten als wijzen van handelen, denken en voelen die uitwendig zijn aan het individu en een dwingende macht op hem uitoefenen. Bij internalisering is deze dwang er niet alleen in aanwezigheid van anderen door sociale controle, maar ook wanneer men alleen is.
Er zijn verschillende soorten sociale feiten te onderscheiden:
- morfologische verschijnselen, zoals bevolkingsdichtheid en migratie;
- instituties, zoals de waarden, normen en het collectief bewustzijn.

Er kan causale verklaring van sociale feiten zijn, waarbij voorafgaande sociale feiten een rol spelen. Als dit niet het geval is, dan is er een functionele verklaring; het sociale feit heeft een functie en draagt bij aan een sociaal systeem.